# Liste der State-, U.S.- und Interstate-Highways in Rhode Island

Beispiel: Schild der Rhode Island Route 107

Beispiel: Schild der Rhode Island Route 138

Dies ist eine Aufstellung von State Routes, U.S. Highways und Interstates im US-Bundesstaat Rhode Island, nach Nummern.

## State Routes

### Gegenwärtige Strecken
- Rhode Island Route 1A
- Rhode Island Route 2
- Rhode Island Route 3
- Rhode Island Route 4
- Rhode Island Route 5
- Rhode Island Route 7
- Rhode Island Route 10
- Rhode Island Route 12
- Rhode Island Route 14
- Rhode Island Route 15
- Rhode Island Route 24
- Rhode Island Route 33
- Rhode Island Route 37
- Rhode Island Route 51
- Rhode Island Route 77
- Rhode Island Route 78
- Rhode Island Route 81
- Rhode Island Route 91
- Rhode Island Route 94
- Rhode Island Route 96
- Rhode Island Route 98
- Rhode Island Route 99
- Rhode Island Route 100
- Rhode Island Route 101
- Rhode Island Route 102
- Rhode Island Route 103
- Rhode Island Route 103A
- Rhode Island Route 104
- Rhode Island Route 107
- Rhode Island Route 108
- Rhode Island Route 110
- Rhode Island Route 112
- Rhode Island Route 113
- Rhode Island Route 114
- Rhode Island Route 114A
- Rhode Island Route 115
- Rhode Island Route 116
- Rhode Island Route 117
- Rhode Island Route 117A
- Rhode Island Route 118
- Rhode Island Route 120
- Rhode Island Route 121
- Rhode Island Route 122
- Rhode Island Route 123
- Rhode Island Route 126
- Rhode Island Route 128
- Rhode Island Route 136
- Rhode Island Route 138
- Rhode Island Route 138A
- Rhode Island Route 146
- Rhode Island Route 146A
- Rhode Island Route 152
- Rhode Island Route 165
- Rhode Island Route 177
- Rhode Island Route 179
- Rhode Island Route 214
- Rhode Island Route 216
- Rhode Island Route 238
- Rhode Island Route 246
- Rhode Island Route 401
- Rhode Island Route 402
- Rhode Island Route 403

### Außer Dienst gestellte Strecken
- Rhode Island Route 1B – jetzt Rhode Island Route 1A
- Rhode Island Route 1C – jetzt Rhode Island Route 5
- Rhode Island Route 11 – jetzt Rhode Island Route 121
- Rhode Island Route 84 – jetzt Interstate 95
- Rhode Island Route 95 – jetzt Interstate 95
- Rhode Island Route 142 – jetzt Rhode Island Route 121
- Rhode Island Route 195 – jetzt U.S. Highway 6

## Interstate Highways

### Gegenwärtige Strecken
- Interstate 95
- Interstate 195
- Interstate 295

### Außer Dienst gestellte und umgebaute Strecken
- Interstate 84
- Interstate 895

## U.S. Highways
Gegenwärtige Strecken
- U.S. Highway 1
- U.S. Highway 1A
- U.S. Highway 6
- U.S. Highway 6A
- U.S. Highway 44